# Uroporfirinogênio III descarboxilase
Uroporfirinogênio III descarboxilase (uroporfirinogênio descarboxilase, ou UROD) é uma enzima (EC 4.1.1.37) que em humanos é codificada pelo gene UROD .

## Função
Uroporfirinogênio III decarboxilase é uma enzima homodimérica (PDB 1URO) que catalisa a quinta etapa na biossíntese  de heme, a qual corresponde à eliminação de grupos carboxilo das quatro cadeias laterais acetato de uroporfirinogênio III resultando em coproporfirinogênio III:
uroporfirinogênio III {\displaystyle \rightleftharpoons } coproporfirinogênio III + 4 CO2

## Significância clínica
Sabe-se que as mutações e deficiências nessa enzima causam porfiria cutânea tarda e porfiria hepatoeritropoiética familiar.